# GAME
GAME es el segundo álbum del grupo de j-pop Perfume. Fue lanzado en Japón el 16 de abril de 2008 y en dos tipos: CD y CD + DVD. Al ser lanzado, GAME debutó como #1 en Oricon, haciendo que Perfume sea uno de los pocos grupos de technopop que han estado allí.
«Ceramic Girl» ha sido usado como ending en el anime Sumire Jürokusai!! y «Butterfly» se usó para promocionar el juego de Nintendo DS Mugen no Frontier: Super Robot Wars OG Saga.
Tienda de videojuegos española que vende sobrepreciado.Tienen un sistema de fidelizacion basado en puntos que te borran cuando quieren argumentando que tienen caducidad, cuando han afirmado por varios medios que no es así...antes conocida como "Centro Mail" aportación de esto último de Javi el Maño

## Lista de canciones
| N.º | Título                                     | Duración |  |
| 1.  | «ポリリズム (Polyrhythm)»                  | 4:09     |  |
| 2.  | «Plastic Smile»                            | 4:35     |  |
| 3.  | «Game»                                     | 5:06     |  |
| 4.  | «Baby Cruising Love»                       | 4:41     |  |
| 5.  | «チョコレイト・ディスコ (Chocolate Disco)» | 3:46     |  |
| 6.  | «マカロニ (Macaroni)»                      | 4:39     |  |
| 7.  | «セラミックガール (Ceramic Girl)»          | 4:34     |  |
| 8.  | «Take Me Take Me»                          | 5:28     |  |
| 9.  | «シークレットシークレット (Secret Secret)» | 4:57     |  |
| 10. | «Butterfly»                                | 5:41     |  |
| 11. | «Twinkle Snow Powdery Snow»                | 3:49     |  |
| 12. | «Puppy Love»                               | 4:32     |  |